# Тасоткель (Єскішуський сільський округ)
Тасотке́ль (каз. Тасөткел) — село у складі Шуського району Жамбильської області Казахстану. Входить до складу Єскішуський сільського округу.
Населення — 200 осіб (2021; 288 у 2009, 366 у 1999, 613 у 1989).